# Mitsuyoshi Shinoda
Mitsuyoshi Shinoda (japanska: 篠田光亮), född 1 oktober 1981 i Ebina, Kanagawa prefektur, Japan, är en japansk skådespelare som medverkat i filmer som till exempel Pray, Twilight File och AKIBA.
Han har även haft en del roller i olika musikaler, bland annat The Prince of Tennis.
Han var tidigare med i gruppen JackJack.